# Peter Hamel (Regisseur)
Kurt Peter Hamel (* 7. Dezember 1911 in Mannheim; † 26. Februar 1979 in München) war ein deutscher Theaterschauspieler, Drehbuchautor und Regisseur.

## Leben und Werk
Der aus Mannheim stammende Peter Hamel besuchte zunächst die Schauspielschule in Frankfurt am Main. Von 1929 bis 1934 studierte er in Deutschland an verschiedenen Universitäten. Dabei wurde er besonders durch die Professoren Friedrich Gundolf und Karl Jaspers geprägt. Sein Schauspieldebüt gab er im Jahr 1932 am Stadttheater Gießen. 1937 wechselte er nach Dresden. Hamel wurde später Spielleiter am Staatstheater Stuttgart und Theaterregisseur in München. Ab 1948 betätigte er sich als Filmregisseur und Drehbuchautor.
Im Jahr 1949 drehte er den Film "Hans im Glück" mit Gunnar Möller und Erich Ponto. 1957 folgte der Kinofilm "Mit Rosen fängt die Liebe an" mit Ingmar Zeisberg in der Hauptrolle und den Kessler-Zwillingen in Nebenrollen. Ab dem Jahr 1958 drehte Hamel überwiegend für das deutsche Fernsehen.
Der Komponist Peter Michael Hamel (* 1947) ist der Sohn von Kurt Peter Hamel.

## Filmografie

### Regisseur
- 1949: Hans im Glück
- 1950: Das Blümlein Wunderhold
- 1952: Oh, du lieber Fridolin
- 1957: Mit Rosen fängt die Liebe an
- 1958: Zwei Matrosen auf der Alm
- 1958: Bäume sterben aufrecht
- 1959: Die gute Sieben
- 1959: Schneider Wibbel
- 1959: Alt-Heidelberg
- 1959: Intimitäten
- 1960: Die Reise des Simon Feder
- 1961: Der Teufel ist los
- 1961: Zwei Krawatten
- 1961: Knock Out - Eine keineswegs unglaubliche Geschichte
- 1962: Ein später Gast
- 1964: Jazz und Jux in Heidelberg
- 1965: Nemo taucht auf
- 1965: Runde 60 Mark
- 1965: Sie schreiben mit (TV-Serie, eine Episode)
- 1966: Jugendprozeß
- 1966: Das Cello

### Drehbuchautor
- 1948: Frau Holle
- 1949: Artistenblut
- 1956: Romantische Symphonie
- 1957: Der kühne Schwimmer
- 1959: Die gute Sieben
- 1959: Schneider Wibbel
- 1961: Der Teufel ist los
- 1964: Jazz und Jux in Heidelberg
- 1965: Nemo taucht auf

### Darsteller
- 1948: Film ohne Titel